# De roerstok
De Roerstok is de naam van een amateurbierbrouwersvereniging, opgericht in 1984. De naam komt van het stuk gereedschap dat vroeger in brouwerijen werd gehanteerd om in de maïsch te roeren. 
De vereniging zetelt in Tilburg en telt ongeveer 150 leden waarvan een groot gedeelte 11 maal per jaar samenkomt op een clubavond. De Roerstok heeft tot doel het ambachtelijk zelfbrouwen te bevorderen. Jaarlijks worden er clubkampioenschappen georganiseerd waarbij het beste zelfgebrouwen bier wordt verkozen. Regelmatig worden er cursussen, lezingen en excursies georganiseerd en om de +/- 5 jaar wordt door de Roerstok het Open Nederlands Kampioenschap georganiseerd waar aan honderden mensen deelnemen. 